# 高知県特別支援学校一覧
高知県特別支援学校一覧（こうちけんとくべつしえんがっこういちらん）は、高知県の特別支援学校の一覧。

## 国立特別支援学校
- 高知大学教育学部附属特別支援学校

## 特別支援学校（知的障害、肢体不自由、病弱教育）

### 高知市
- 高知県立高知江の口特別支援学校
  - 高知県立高知江の口特別支援学校国立高知病院分校
- 高知市立高知特別支援学校
- 高知県立高知若草特別支援学校
  - 高知県立高知若草特別支援学校子鹿園分校
- 高知県立日高特別支援学校高知みかづき分校
- 高知県立日高特別支援学校高知しんほんまち分校

### 南国市
- 高知県立高知江の口特別支援学校高知大学医学部附属病院分校
- 高知県立高知若草特別支援学校土佐希望の家分校

### 土佐市
- 光の村土佐自然学園　(全寮制特別支援学校)　全国で少数の私立特別支援学校

### 四万十市
- 高知県立中村特別支援学校

### 香美市
- 高知県立山田特別支援学校

### 田野町
- 高知県立山田特別支援学校田野分校

### 日高村
- 高知県立日高特別支援学校

## 特別支援学校（視覚障害）

### 高知市
- 高知県立盲学校

## 特別支援学校（聴覚障害）

### 高知市
- 高知県立高知ろう学校

## リンク
- 高知県教育委員会